# Future Lover
Future Lover è un singolo della cantante armena Brunette, pubblicato il 20 marzo 2023.

## Promozione
Il 1º febbraio 2023 l'emittente radiotelevisiva armena ARMTV ha annunciato di avere selezionato internamente Brunette come rappresentante nazionale all'Eurovision Song Contest 2023 a Liverpool. Future Lover è stato presentato il 15 marzo 2023 e distribuito digitalmente cinque giorni dopo. Nel maggio successivo, dopo essersi qualificata dalla seconda semifinale, Brunette si è esibita nella finale eurovisiva, dove si è piazzata al 14º posto su 26 partecipanti con 122 punti totalizzati.

## Tracce
Testi e musiche di Elen Yeremyan.
1. Future Lover – 2:46

## Classifiche
| Classifica (2023) | Posizione massima |
| ----------------- | ----------------- |
| Grecia            | 61                |
| Lituania          | 21                |